# Lorraine B.6
Der Lorraine B.6 ist eine Baureihe von Pkw-Modellen der Zwischenkriegszeit. Bis 1927 hieß sie Lorraine-Dietrich B.6, bevor der französische Hersteller Lorraine-Dietrich seinen Markennamen auf Lorraine verkürzte.

## Beschreibung
Die Baureihe erhielt ihre Zulassung durch die nationale Behörde am 8. September 1921 und stand bis 1932 im Sortiment. Sie umfasst mehrere Typen, die sich insbesondere durch den Radstand unterscheiden.
Marius Barbarou entwickelte den Sechszylinder-Monoblockmotor mit OHV-Ventilsteuerung. Er hat 75 mm Bohrung, 130 mm Hub und 3446 cm³ Hubraum. Der Motor war damals in Frankreich steuerlich mit 15 CV eingestuft. Für die Anfangszeit der Produktion sind 50 PS angegeben und später 70 PS. Laut einer anderen Quelle führte eine größere Modellpflege im Oktober 1926 zu einer Leistungssteigerung von anfänglich 50 PS auf 65 PS.
Der Motor ist vorn längs im Fahrgestell eingebaut. Er treibt über ein Dreiganggetriebe und eine Kardanwelle die Hinterachse an. Die Bremse wirkt bei den Modellen bis Modelljahr 1923 nur auf die Hinterräder. Erst danach wurden Vierradbremsen eingeführt.
Die Wagen haben einheitlich 1400 mm Spurweite.
Den B.2.6 2895 mm Radstand gab es von 1921 bis 1922. Der B.3.6 von 1922 bis 1926 hat 3045 mm Radstand. Der kurzlebige B.4.6 von 1922 hat 3095 mm Radstand. Der B.5.6 aus der Zeit von 1922 bis 1926 hat ein Fahrgestell mit 3281 mm Radstand. Den B-6.6 von 1927 bis 1930 mit 3125 mm Radstand gab es mit beiden Markennamen. Der B-6.6 Sport mit demselben Radstand wurde von 1930 bis 1932 angeboten. Der B-7.6 von 1927 bis 1932 hat mit 3325 mm den längsten Radstand.
Auffallend ist, dass die Modelle bis zur Modellpflege im Oktober 1926 mit der in Frankreich eher untypischen englischen Bezeichnung 15 HP benannt wurden, erst danach als 15 CV. Außerdem schrieb der Hersteller vor der Modellpflege die Typbezeichnung mit einem Punkt zwischen dem B und dem Code für den Radstand, nach der Modellpflege jedoch mit einem Bindestrich.
Die meisten verkauften Varianten waren der Torpedo und die Limousine. Seltener waren Pullman-Limousine und Cabriolet.
Für einen erhaltenen Torpedo von 1926, der früher im Automuseum du Gérier stand, ist eine Motorleistung von 75 PS, eine Länge von 420 cm bis 440 cm, eine Breite von 172 cm, ein Leergewicht von 1450 kg und eine Höchstgeschwindigkeit von 120 km/h angegeben. Ein italienisches Automuseum nennt 402 cm Länge, 177 cm Breite und 185 cm Höhe für einen Torpedo von 1921. Davon abweichend ist für die Baureihe auch ein Gewicht von 1350 kg angegeben.
1932 folgten Type 310 und Type 311 als Nachfolger mit einem etwas größeren Motor. Bei ihnen lag der Schwerpunkt weniger auf Sportlichkeit, sondern mehr auf Luxus.

## Renneinsätze

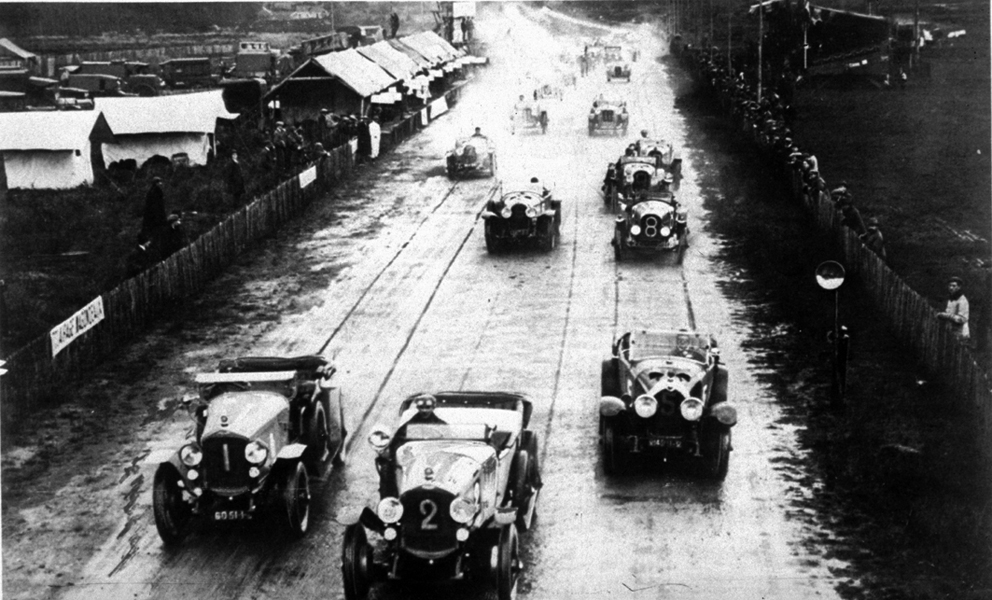
Das Fahrzeug mit der Nr. 5 ist ein Lorraine-Dietrich beim Le-Mans-Rennen von 1923

Die Fahrzeuge wurden zwischen 1922 und 1932 bei Autorennen eingesetzt. 1923 nahmen drei Fahrzeuge am 24-Stunden-Rennen von Le Mans teil, wobei der achte Platz das beste Ergebnis war. Ab dem Folgejahr wurde dieses Modell dort nicht mehr eingesetzt, sondern stattdessen das Modell Sport. 1925 und 1926 gelang damit jeweils der Sieg.